# Solo (Anitta)
Solo è un EP della cantante brasiliana Anitta. L'album è stato pubblicato nel 2018.

## Tracce
1. Veneno
2. Não Perco meu Tempo
3. Goals